# لويس غوميس
لويس غوميس (بالفرنسية: Louis Gomis)‏ (مواليد 15 يناير 1963) هو ملاكم فرنسي، مثّل بلاده في الألعاب الأولمبية الصيفية 1984.

## روابط خارجية
لويس غوميس على موقع أوليمبيديا (الإنجليزية)